# Лаврово (Смоленский район)
Лаврово — деревня в Смоленском районе Смоленской области России. Входит в состав Стабенского сельского поселения. Население — 2 жителя (2007 год). 
Расположена в западной части области в 21 км к северо-востоку от Смоленска, в 9 км севернее автодороги М1 «Беларусь». В 23 км южнее деревни расположена железнодорожная станция Смоленск-Сортировочный на линии Москва — Минск. 

## История
В годы Великой Отечественной войны деревня была оккупирована гитлеровскими войсками в июле 1941 года, освобождена в сентябре 1943 года. 